# Qinhuangdao
Qinhuangdao, tidigare romaniserat Chinwangtao, är en stad på prefekturnivå i norra Kina. Den är belägen vid kusten mot Bohaibukten, ungefär 250 kilometer öster om Peking.

## Geografi och historia
I Qinhuangdao är distriktet Shanhaiguan beläget, där den östligaste änden av Kinesiska muren stupar ned i Bohaibukten. I staden finns också den berömda badorten Beidaihe, som grundades av europeiska diplomater och affärsmän på 1890-talet. 1898 blev orten en fördragshamn enligt ett kejserligt dekret.
Efter Folkrepubliken Kinas grundande 1949 har Kinas kommunistiska parti hållit många viktiga möten här.

## Administrativ indelning
| Karta          | Karta                   | Karta           | Karta                    | Karta                  | Karta       | Karta                    |
| -------------- | ----------------------- | --------------- | ------------------------ | ---------------------- | ----------- | ------------------------ |
|                |                         |                 |                          |                        |             |                          |
| Nr             | Namn                    | Kinesiska       | Pinyin                   | Befolkning (2004 est.) | Areal (km²) | Befolkningstäthet (/km²) |
| Distrikt       |                         |                 |                          |                        |             |                          |
| 1              | Haigang                 | 海港区          | Hǎigǎng qū               | 550 000                | 121         | 4 545                    |
| 2              | Shanhaiguan             | 山海关区        | Shānhǎiguān qū           | 140 000                | 192         | 729                      |
| 3              | Beidaihe                | 北戴河区        | Běidàihé qū              | 70 000                 | 70          | 1 000                    |
| Härad          |                         |                 |                          |                        |             |                          |
| 4              | Changli                 | 昌黎县          | Chānglí xiàn             | 550 000                | 1 184       | 465                      |
| 5              | Funing                  | 抚宁县          | Fǔníng xiàn              | 520 000                | 1 646       | 316                      |
| 6              | Lulong                  | 卢龙县          | Lúlóng xiàn              | 420 000                | 945         | 444                      |
| Autonoma härad |                         |                 |                          |                        |             |                          |
| 7              | Qinglong (för manchuer) | 青龙满族 自治县 | Qīnglóng mǎnzú zìzhìxiàn | 520 000                | 3 309       | 157                      |

## Idrott
Vid den olympiska turneringen i fotboll 2008 hölls matcher i Qinhuangdao-stadion. 

## Klimat
Genomsnittlig årsnederbörd är 907 millimeter. Den regnigaste månaden är juli, med i genomsnitt 230 mm nederbörd, och den torraste är januari, med 2 mm nederbörd.